# Leptobatopsis nigra
Leptobatopsis nigra là một loài tò vò trong họ Ichneumonidae.